# مارلين مارشال
مارلين مارشال (بالإنجليزية: Marilyn Marshall)‏ (22 أبريل 1949 بويلينغتون في نيوزيلندا - ) هي لاعبة كرة قدم نيوزلندية في مركز الهجوم. شاركت مع منتخب نيوزيلندا الوطني لكرة القدم للنساء.

## وصلات خارجية
- مارلين مارشال على موقع قاعة نيوزيلندا للمشاهير الرياضية (الإنجليزية)